# Johann André

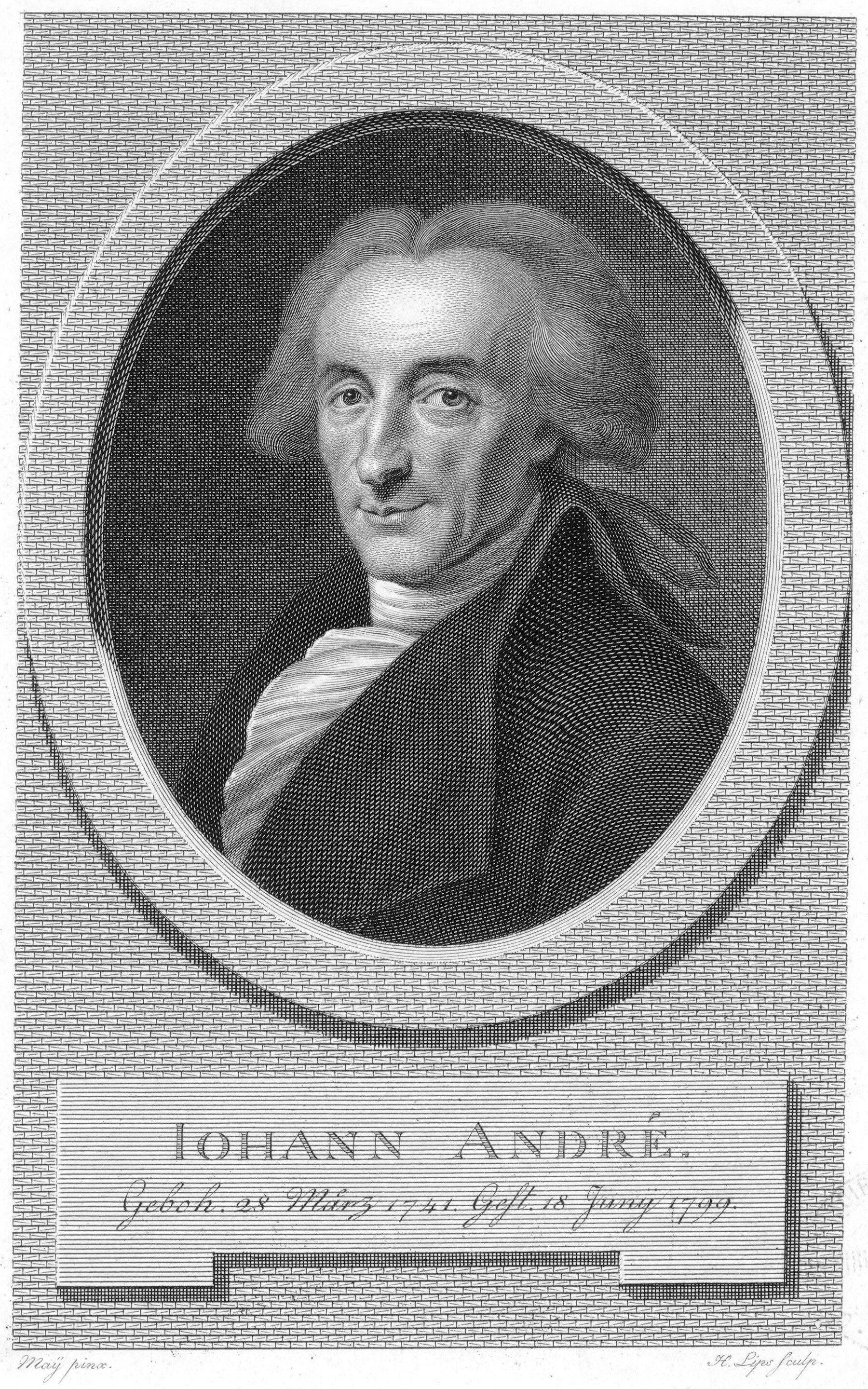
Johann André

Johann André (* 28. März 1741 in Offenbach am Main; † 18. Juni 1799 ebenda) war ein deutscher Musiker, Komponist und Musikverleger. Er war insbesondere ein bekannter Operndichter und -komponist und begründete 1774 den Musikverlag Johann André.

## Herkunft
Johann André entstammte einer 1699 von Saint-Gilles bei Nîmes nach Frankfurt am Main eingewanderten, evangelisch-reformierten Hugenottenfamilie. Gilles Andre (1673–1748) verlegte seinen Wohnsitz 1709 von der Freien Reichsstadt Frankfurt nach Offenbach, derzeit Hauptstadt des souveränen Fürstentums Isenburg-Birstein. Der damalige Regent, Graf Johann Philipp von Isenburg-Birstein förderte die Immigration französischer Hugenotten in seinen Herrschaftsbereich; unter seiner Protektion wurden 1699 eine französisch-reformierte Gemeinde und die Hugenottenstadt Neu-Isenburg gegründet. Gilles André brachte es als selbständiger Seidenweber zu Wohlstand. In der Offenbacher Herrnstraße 54 errichtete er ein geräumiges Wohnhaus, das er und seine Nachkommen bis 1784 bewohnten. Von den acht Kindern Gilles Andrés überlebte nur der 1705 geborene Marc André seinen Vater. Im Januar 1737 heiratete er in Offenbach Marie Juliane (Julienne) Pfaltz, die Tochter eines Tuchfabrikanten aus Mannheim. Aus dieser Ehe stammen alle späteren Mitglieder der Familie Andre. Als Seidenfabrikant wurde auch Marc zu einem wohlhabenden Mann, der der französisch-reformierten Gemeinde ein großes Wohn- und Schulgebäude neben der Kirche in der Herrnstraße Nr. 25 finanzieren konnte. 1751, nur knapp drei Jahre nach seinem Vater, starb Marc André im Alter von erst 46 Jahren.

## Bildungsgang und Tätigkeit
Marc Andrés ältester Sohn Johann erlangte für Offenbach und die Musikwelt bleibende Bedeutung. Beim Tod des Vaters erst 10 Jahre alt, zeigte er schon früh eine außergewöhnliche musikalische Begabung. 1757, im Alter von 16 Jahren, trat er in das Geschäft der Familie ein, um „die Handlungen zu erlernen“. Die musikalische Ausbildung wurde parallel fortgesetzt. Doch schon bald schickte ihn seine Mutter nach Mannheim, damit er dort seine kaufmännische Ausbildung zum Abschluss bringen konnte. Mannheim war zu dieser Zeit die bedeutsamste Musikmetropole der Epoche und Europas. Im Alter von 20 Jahren kehrte Johann nach Offenbach zurück. Neben der Tätigkeit in der Seidenfabrik versuchte er sich bald mit eigenen Kompositionen und es entstanden kleine Lieder und eine Klaviersonate. Anlässlich der Aufführung von Opern und bei Konzertbesuchen, vor allem in Frankfurt am Main und Mannheim, hatte Johann Gelegenheit, seine musikalischen Kenntnisse auszuweiten.
Am 1. August 1774 begründete Johann André in Offenbach einen der ersten vom Buchhandel unabhängigen Musikverlage Deutschlands mit angeschlossener Notendruckerei und heiratete Catharina Elisabeth Schmaltz (1739–1816), Tochter des Bankiers Philipp Lorenz Schmaltz (1694–1770) in Mannheim. Zu dieser Zeit zählte er zum Offenbacher Freundeskreis Johann Wolfgang von Goethes während dessen Verlobungszeit mit der 17-jährigen Bankierstochter Anna Elisabeth Schönemann („Lili“), die vor dem Offenbacher Hintergrund des Jahres 1775 im 17. Buch von Goethes Autobiografie Dichtung und Wahrheit geschildert wird. Sie wohnte bei ihren Verwandten, der Familie des Schnupftabaksfabrikanten Nicolaus Bernard in der Offenbacher Herrnstraße; Goethe quartierte sich im Haus gegenüber bei Johann André ein.
Im Herbst 1777 folgte Johann André einem Ruf von Karl Theophil Döbbelin als Musikdirektor des Döbbelinischen Orchesters am Theater der gleichnamigen Gesellschaft an der Behrenstraße in Berlin. Er entfaltete eine umfangreiche Tätigkeit als Komponist von Singspielen und dirigierte eigene und fremde Werke. Unter anderem stand er in regem Austausch mit Kriegsrat Friedrich Wilhelm Marpurg. Er hielt Kontakt zur „Notenfabrique“ in Offenbach; die Seidenfärberei übergab er jedoch seinem Onkel. Da der Offenbacher Verlag während seiner Abwesenheit mit Verlust arbeitete, und das Gesuch einer Verlegung seiner Firma nach Berlin abschlägig beschieden wurde, kehrte er 1784 nach Offenbach zurück. Im gleichen Jahr übersiedelte das Unternehmen von der Herrnstraße Nr. 54 in die Domstraße Nr. 21, wo in rückwärtigen Gebäuden Verlag und Druckerei eingerichtet wurden. 1797 listete der Verlagskatalog bereits 1052 Nummern, Opern, Konzerte und Sinfonien, Arien und Lieder. Anlässlich seines Weggangs von Berlin 1784 verlieh ihm Markgraf Friedrich Heinrich Prinz von Preußen, Markgraf von Brandenburg-Schwedt Titel und Rang eines Kapellmeisters, ohne dass Johann André wohl eine derartige Stelle in Schwedt angetreten hätte. Immerhin widmete er dem Markgrafen sein Schauspiel mit Gesang „Laura Rosetti“ von 1778. Sein Singspiel Die Entführung aus dem Serail oder Belmonte und Constanze – Première 1781 in Berlin – wurde unter anderem 1785 auch in Schwedt aufgeführt. Sein Nachfolger am Döbbelin’schen Theater wurde Johann Friedrich Frischmuth (1741–1790).
Im Jahr 1798 erkrankte Johann André so schwer, dass sein Sohn Johann Anton André, der sich ebenfalls als Verleger, Komponist und Musiktheoretiker hervortat, sein Studium in Jena abbrach und nach Offenbach zurückkehrte. Johann Anton André war Hauptverwalter des Nachlasses von Mozart. Das gesamte Verlags- und Druckereigeschäfte übernahm er nach dem Tod des Vaters, 1799. Johann Andrés Grab befindet sich auf dem Alten Friedhof Offenbach.

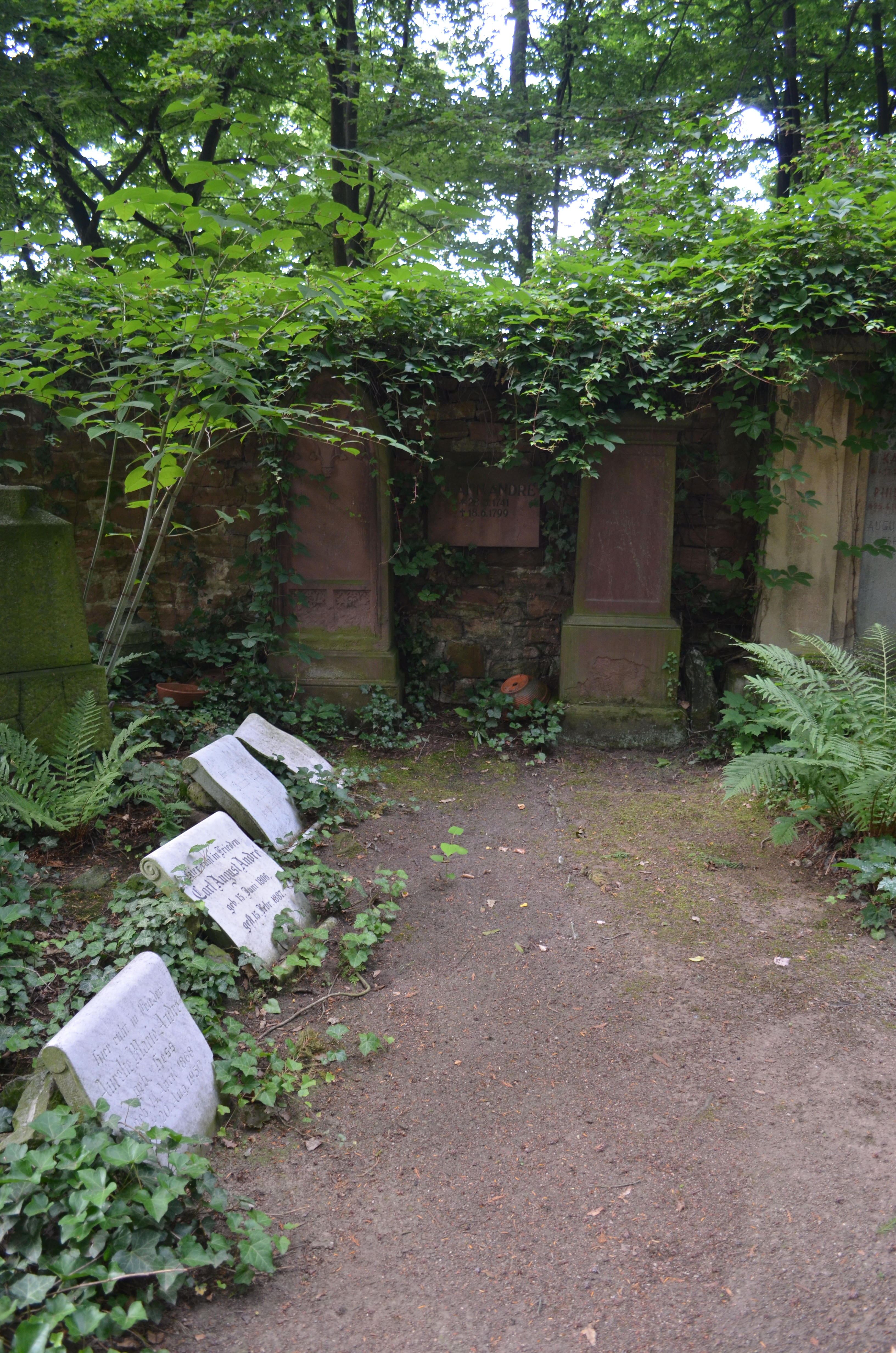
Grab von Johann André auf dem Alten Friedhof Offenbach

Das Musikhaus André und der Musikverlag Johann André mit seinem umfangreichen Musikarchiv sind bis heute in der Frankfurter Straße in der Offenbacher Innenstadt niedergelassen.

## Werk (Auswahl)
Johann André schuf unzählige Musikstücke, darunter komische Opern und Operetten, Sing- und Lustspiele, Lieder, aber auch Stücke für Piano, Violine und Violoncello. Er schrieb Libretti und Liedtexte sowie Gedichte. Zu seinen Aufführungen bearbeitete er Stücke fremder Komponisten und übersetzte Texte aus dem Französischen. Des Weiteren edierte er in seiner Notendruckerei Werke internationaler Komponisten, Sammlungen, Lehrbücher für Klavier- und Gitarrenunterricht und vieles mehr.
- „Der Komödienfeind“, Lustspiel in 2 Aufzügen, Offenbach 1765
- „Komische Versuche“, Hanau 1766
- „Arist“, Lustspiel, Frankfurt am Main 1772
- „Der Wittwer“, Lustspiel, Frankfurt am Main 1772
- „Der Töpfer“, komische Oper in 1 Aufzug (Hanau, 22. Januar 1873; Berlin (Döbbelin), 14. Januar 1779)
- „Miss Fanny Belmore“ (B. C. d‘Arien), Hamburg 1774
- „Herzog Michel oder die Nachtigall“ (Johann Christian Krüger), Lustspiel mit Gesang in 1 Aufzug, 1775; Uraufführung Berlin, 4. Mai 1876
- „Erwin und Elmire“ (J. W. von Goethe), Schauspiel mit Gesang in 2 Aufzügen, Uraufführung Frankfurt am Main, 13. September 1775
- „Der alte Freyer“, Singspiel in 1 Aufzug, Frankfurt am Main, Uraufführung Berlin (Döbbelin), 2. Oktober 1775
- „Der Barbier von Seville oder Die unnütze Vorsicht“ (Georg Wilhelm Großmann nach P. A. C. de Beaumarchais), Singspiel, Uraufführung Berlin (Döbbelin), 2. Oktober 1776
- „Die Bezauberten oder Peter und Hannchen“ (J. André nach Marie Justine Benoite Favard), komische Oper in 1 Aufzug, Uraufführung Berlin (Döbbelin), 18. Oktober 1877
- „Der Fürst im höchsten Glanze“ (Johann Friedrich Schink), Vorspiel mit Gesang zum Geburtstagsfest des Prinzen Friedrich Wilhelm von Preußen, Berlin 1777
- „Die Schadenfreude“ (Christian F. Weisse), Kinderoper in 1 Aufzug, Berlin 1778
- „Der Alchymist oder der Liebesteufel“ (August Gottlieb Meissner), Berlin Döbbelin), 11. August 1778
- „Die Grazien“ (Anna Luise Karsch), Allegorisches Vorspiel, Berlin 1778
- „Azakia“ (Christoph Friedrich Schwan), Singspiel mit Gesang in 3 Akten, Uraufführung Berlin (Döbbelin), 26. November 1778
- „Harlekin Friseur oder Die Zaubertrompete“ (Lanz), Pantomime, Berlin, Monbijou 1778[7]
- „Laura Rosetti“ (Bernhard Christian d‘Arien), Singspiel, Berlin (Döbbelin), 23. Mai 1778
- „Claudine von Villa Bella“ (Joh. W. Von Goethe), Singspiel, Berlin 1778
- „Das tartarische Gesetz“ (Friedrich Wilhelm Gotter), Singspiel in 3 Aufzügen, Berlin 1779
- „Alter schützt vor Thorheit nicht“, komische Oper in 1 Aufzug, Mannheim 1779
- „Die Friedensfeier oder Die unvermuthete Wiederkunft“ (Chr. F. Weisse), Lustspiel für Kinder in 2 Aufzügen, Berlin 1779
- „Friedrichs glorreichster Sieg“, Vorspiel mit Gesang, Berlin 1779
- „Das tartarische Gesetz“ (Friedrich Wilhelm Gotter), Singspiel in 3 Aufzügen, Uraufführung: Berlin (Döbbelin), 31. Mai 1779
- „Kurze Thorheit ist die beste“ (Ludwig Friedrich Wilhelm Meyer nach Molière), Singspiel in einem Aufzug, Uraufführung: Berlin (Döbbelin), 8. Juli 1780
- „Das wütende Heer oder Das Mädchen im Thurme“ (Christoph Friedrich Bretzner), Singspiel in 3 Aufzügen, Uraufführung: Berlin (Döbbelin), 22. November 1780
- „Heinrich der Erhabene aus dem Stamme der Brennen“ (Carl Theophilus Doebbelin), Vorspiel mit Gesang, Berlin 1780
- „Der Zauberspiegel“ (Joh. André aus dem Französischen), Oper in 1 Aufzug, Uraufführung: Berlin (Döbbelin), 18. Januar 1781 (möglicherweise Übersetzung von A.-E.-M. Grétrys „Le Fausse Magie“
- „Die Entführung aus dem Serail oder Belmonte und Constanze“ (Christoph Friedrich Bretzner), Singspiel in 3 Aufzügen,[8] Berlin, Doebbelin-Theater, 25. Mai 1781 (und u. a. Schwedt 1785). Carl Friedrich Schneider, Leipzig 1781. dnb Neudruck: Hessisches Staatstheater Wiesbaden: Die Entführung aus dem Serail, Programmheft 175, Spielzeit 1995/96.
- „Mehr als Großmuth“, Schauspiel mit Gesang und Tanz in 1 Aufzug, Berlin (Döbbelin), 24. Januar 1781
- „Friedrich’s Geburtsfest gefeiert von einem Beamten auf dem Lande“ (A. Sander), Familienszene mit Gesang, Berlin, 24. Januar 1782
- „Elmine“ (Carl Ludwig von Drais-Sauerbronn), Schauspiel mit Gesang in 3 Aufzügen, Berlin (Döbbelin), 14. Februar 1782
- „Eins wird doch helfen oder Die Bewerbung aus Liebe“ (nach Alain-René Lesage und Jacques-Philippe d’Orneval), Singspiel in 2 Aufzügen, Berlin (Döbbelin), 24. August 1882
- „Der Liebhaber als Automat oder Die redende Maschine“ (nach Cunnet D‘Orbeil), Singspiel in 1 Aufzug, Berlin (Döbbelin), 11. September 1782, Hamburg, Stadttheater: 12. Juli 1884
- „Der Barbier von Bagdad“ (Joh. André nach Charles Palissot de Montenoy), Singspiel in 3 Aufzügen, Berlin (Döbbelin), 1783
- „Der Bräutigam in der Klemme“ (Ludwig Friedrich Wilhelm Meyer), Singspiel in einem Aufzug, Frankfurt am Main 1786[9]

ferner:
- „Die drei Brüder als Nebenbuhler“ (aus dem Französischen), 1772
- „Der betrogene Cadi“ („Le Cadi dupé“, aus dem Französischen), 1772
- „Die undankbaren Söhne oder Die Schule der Väter“ (aus dem Französischen von Alexis Piron), Offenbach a. M. 1776
- „Die Leiden des jungen Werthers. Ein Trauerspiel in drey Aufzügen“, 1776
- „Macbeth“, Schauspielmusik, 1778
- „König Lear“, Schauspielmusik, 1778
- „Die liebsten Opfer Friedrichs“, Ballett, 1780
- „Lanassa“, Schauspielmusik zum Trauerspiel des Carl Maria Plümicke "Veuve de Malabar" in 5 Aufzügen: Ouverture, Entreakt und Chöre, 1781, Première: Berlin, 9. Januar 1782
- „Der Oberamtmann“, Schauspielmusik, 1781
- „Der liebenwürdige Alte“ (Dyk), Schauspielmusik, 1782
- „Lenore, in Musik gesetzt und Seinem Freunde Herrn Peter Bernard gewidmet, von Johann André“, Ballade für 1 Violine, Flöte, Oboe etc. (Gottfried August Bürger), Berlin 1782
- „Der verstellte Lord“, Singspiel. Uraufführung 1790 in Riga[10]

Vertonung von Liedersammlungen und Gedichttexten:
- „Scherzhafte Lieder“, 1774
- „Auserlesene Scherzhafte und Zärtliche Lieder“, 1774
- „Musikalischer Blumenstrauss“, 1776
- „Neue Sammlung von Liedern“, 3 Bände, 1793
- „O mein Vertrautester“ (?), Berlin 1780
- „Erleichtre meine Sorgen“ (Henriette E. C. Von Hagen, 1773), Berlin 1780*
- „Bekränzt mit Laub den lieben vollen Becher“, Gedicht von Matthias Claudius
- „Bergmannslied“ (Johann Christian Wagner)
- „Das Veilchen“ (Johann Wolfgang von Goethe)
- „Der Abend“ (Friedrich von Matthisson)
- „Der Frühlingsabend“ (Heinrich Christoph von Liebau)
- „Der Wandrer“, „Das arme Mädchen“ (Johann Ludwig Ambühl)
- „In einem Tal, bei einem Bach“ (Johann André nach Marie-Justine Favart)

ferner eine „Kartoffelkantate“.
Kammermusik (Auswahl):
- „Sonate für Violine, Violoncello und Cembalo“, op. 1, 1776
- „Die Weiber von Weinsberg“, für Klavier. Offenbach a. Main 1802
- „Leonore“ (Burger), für Klavier

Editionen:
- „Lustspiele und Operetten nach französischen Mustern“, 3 Teile, 1772
- „Epigrammatische Blumenlese“ (Gedichte), 3 Sammlungen, Offenbach 1775 bis 1778

Übersetzung:
- „Die Kolonie“, Oper in 2 Aufzügen, aus dem Französischen. Frankfurt am Main 1776.
- „Die seidenen Schuhe oder Die hübsche Schusterin“, Oper in 2 Aufzügen, aus dem Französischen des Hrn. Badigaud Baron von Serrières. Frankfurt am Main 1776.
- „Richard Löwenherz“, Oper in 3 Aufzügen aus dem Französischen ("Richard Coeur de Lion") des Michel Jean Sedaine, Musik von André-Ernest-Modeste Grétry. Langen, Köln 1789.
- „Félix ou L‘enfant trouvé“ (Felix oder Der Findling), Musik von Pierre-Alexandre Monsigny (1729–1817), aus dem Französischen des Michel-Jean Sedaine (1719–1797) übersetzt von Johann André; gedruckt von Julius Conrad Daniel Müller, Riga 1790.
- „Die schöne Arsène“, Singspiel in 4 Aufzügen aus dem Französischen des Charles Simon Favart; Musik: Pierre Alexandre Monsigny, Hamburg, Stadttheater, 16. Juli 1884.

## Bildnis
- Georg Oswald May (1738–1816): Ölgemälde, um 1810: Sammlung K. A. J. André.
- Daniel Berger (1744–1825): Radierung nach Johann Christoph Frisch (1738–1815) (Kopf im Profil nach links im runden Medaillonrahmen).[11]
- Gustav Georg Ender (1754–1824): Schattenriss, Profil nach rechts; Kupferstich, Heinrich August Ottokar Reichard (Hrsg.): Theater-Calender, auf das Jahr 1778, Carl Wilhelm Ettinger, Gotha 1778, Abb. VI.